# Форты и оборонительная линия Брестской крепости
Оборонительная линия Брестской крепости — система оборонительных сооружений (фортов, оборонительных казарм (ОК), опорных пунктов (ОП), батарей, пороховых погребов (ПП)) вокруг Брестской крепости (Брест-Литовск) в составе Варшавского военного округа, позже в Минском.
Строительство линии началось с возведения форта «Граф Берг» в 1869 году. Система укреплений строилась, достраивалась и модернизировалась вплоть до 1915 года в связи с увеличением разрушительной мощи военной техники. В литературе встречаются наименования Крепость Брест-Литовск, Крепость Брест.

### Форт «Граф Берг»
В конце 1860-х годах севернее крепости проложили железную дорогу Москва — Варшава, насыпь которой образовала мёртвую зону перед Кобринским укреплением, так как находилась всего в полутора километрах от Цитадели, закрывая почти полностью зону обстрела для крепостных орудий. Для контроля над этим участком в 1869 году было начато сооружение передового укрепления «Граф Берг» и крупной земляной батареи по проекту генерал-адъютанта Э. И. Тотлебена. Это был первый форт Брест-Литовской крепости, находившийся на расстоянии 850 метров от главной оборонительной линии. Форт представлял собой пятиугольник, развёрнутый боевыми позициями на северо-запад, опоясанный сухим рвом. На главном валу находились восемь казематированных траверсов, выполнявших роль наблюдательных пунктов и убежищ для артиллеристов. Между ними располагались пушки. На флангах дополнительно были сооружены два земляных траверса. Во внутреннем валу была создана цепь казематов, связанных между собой и с казармами для гарнизона подземными переходами (потернами). В горжевой части форта находились полукапонир, два пороховых погреба и кухня. Основные строительные работы завершились в 1872 году. Мощеная дорога связывала форт с Кобринским укреплением через Александровские (тогда переименованные в Белостокские, сейчас — Северные) ворота. Весь форт был сооружён только из кирпича и дополнительно покрыт слоем грунта.
До последнего десятилетия XIX века форт сохранял своё значение, но развитие артиллерии значительно снизило его боевые возможности, и в начале XX века он рассматривался командованием как склад амуниции и место жительства для части гарнизона. Вследствие этого на его территории в 1911—1914 годах штабс-капитан В. М. Догадин и его помощники (полковник Н. В. Короткевич-Ночевной и опытный десятник А. В. Васильев) занялись возведением холодильника (рефрижератора) крепостного типа, рассчитанного на 100 тысяч пудов мяса и 2 миллиона порций мясных консервов. Это было феноменальное для своего времени сооружение, ничего похожего не было ни где-то ещё в Российской империи, ни в Европе.
В 1915 году, при приближении к городу и крепости немецко-австрийских войск, русские военные отступили, эвакуировав всё ценное имущество.
В 1916 году в казематах форта содержалась часть арестованных немцами офицеров Юзефа Пилсудского. Причиной ареста было провозглашение блоком Центральных держав независимой Польши от России в рамках Царства Польского, а не Речи Посполитой 1772 года, чем и были недовольны польские офицеры.
После Рижского мирного договора форт «Граф Берг» был переименован поляками в форт Сикорского.
Здесь находились части IX военного округа армии II Речи Посполитой.
В 1939 году началась Вторая мировая война. Польские войска под командованием генерала К. Плисовского три дня (14—17 сентября) обороняли крепость, после чего отступили.
В 1941 году в форте располагался 2-й дивизион 131-го артиллерийского полка 6-й стрелковой дивизии. Большинство орудий к началу Великой Отечественной войны были отправлены на учения или находились в мастерской в разобранном виде. 22-го июня бойцы, вооружённые карабинами Мосина (образца 1938) и несколькими винтовками СВТ-40 вступили в бой с частями вермахта Третьего рейха. Под командованием сержанта Агапова оборона продолжалась до 25 июня, когда последние артиллеристы были пленены.
В годы оккупации БССР, до 1944 года, на территории форта проходили расстрелы мирных жителей.
В послевоенные годы на территории форта разместился Брестский мясокомбинат. Холодильник, построенный капитаном Догадиным, работает до сих пор.
От форта сохранилась часть валов, казарма, встроенная в земляной вал, контрэскарповая галерея, кирпичные казематированные траверсы и некоторые другие фортификационные постройки.

### Форт I
Форт I, построенный в 1878—1880 годах, расположен примерно в пяти километрах к северу от Брестской крепости, около деревни Козловичи. Принадлежал к Кобринскому инженерному отделу Брест-Литовской крепости.
Рекогносцировочные работы на месте велись с 1876 года, строительные начались в 1879 году и продолжались год. Форт строился по типовому проекту «Укрепление № 2». Сразу после этого была произведена частичная модернизация форта по проекту «Казённый двухвальный». В ходе модернизации был насыпан передний вал — фоссебрея. Пятиугольный в плане форт представляет собой большую земляную батарею, состоящую из внешнего и внутреннего валов, разделённых сухим рвом. Внутренний вал, более высокий, предназначался для установки на нём артиллерийских орудий различного калибра. В него были встроены десять отдельных кирпичных казематов, представляющих собой большие залы со сводчатым потолком, один из них — двухэтажный. Толщу вала прорезают три потерны, наклонно спускающиеся в более низкий внешний ров. В каждой потерне устроено по два пороховых погреба, из которых на верх вала ведут несколько колодцев (два на центральной потерне и по одному на боковых) для доставки боезапаса к орудиям. На валу были расположены два бетонных наблюдательных пункта, с бронеколпаками. В 2012 году эти бронеколпаки срезали живущие там местные жители и сдали в металлолом. В горже (дворе) форта расположены 2 больших земляных траверса, прикрывающие её от боковых прострелов и разлёта осколков. Всего форт мог вместить 250 человек и до 20 орудий.
По плану усовершенствования укреплений Брестской крепости, в 1909 году форт I вошёл во второе кольцо фортов, началась его модернизация, которая завершена не была. Во внешнем валу началось строительство трёх казематированных траверсов. Траверсы представляют собой бетонные казематы. На крыше каждого каземата располагался каземат поменьше. Один из траверсов (левый) так и не был достроен — второй этаж отсутствует. Толщина стен траверсов составляет 1 м, перекрытия — 2 м бетона. Также рядом с фортом в лесу были построены 2 бетонных убежища. Оба они были недостроены и подорваны. В модернизации форта принимал участие капитан И. О. Белинский.
При отступлении русских в 1915 году форт был оставлен нетронутым, за исключением новых траверсов, которые подорвали сапёры.
В 1940—1941 годах рядом с фортом разместились три ДОТа 62-го Брестского укрепрайона — артиллерийские полукапониры № 515 (в лесу около бетонного убежища) и № 529 (на внутреннем валу форта) и пулемётно-артиллерийский ДОТ № 512.
Форт в боевых действиях никогда не участвовал.
В послевоенные годы на территории форта располагалась в/ч ПВО, в закрытых воротами казематах стояли ракеты, потерны частично были заделаны кирпичными стенками. На внешних валах форта были построены котельная и несколько частных домов.
Левый и правый траверсы подорваны — плиты перекрытий лежат на земле. Практически полностью сохранился центральный траверс, лишь плита перекрытия слегка повреждена. Форт I имеет хорошую сохранность (около 80 %) как земляных, так и кирпичных сооружений и представляет интерес как уникальный военно-исторический объект: он является единственным сохранившимся фортом первого кольца, практически не подвергшимся модернизации начала XX века.
- План форта и ДОТов на восточном валу
- Восточная потерна
- Наблюдательный пункт с бронеколпаком
- Каземат

### Форт II
Построен в 1878—1880 годах Принадлежал к Кобринскому инженерному отделу Брест-Литовской крепости. Находился примерно в трёх километрах на северо-восток от Брестской крепости, около бывшей деревни Граевка (на месте предприятия «Файв Старс», ул. Фортечная), ныне ставшей районом города.
Изначально представлял собой большую кирпичную казематированную земляную батарею, аналогично сохранившемуся форту I. Не модернизировался.
Во время оккупации 1941—1944 годов стал местом массовых расстрелов нацистами жителей Бреста.
В послевоенное время попал в промышленную застройку и был полностью уничтожен.
- Снимок с самолёта
- Уникальное фото форта времён его постройки

### Форт III
Построен в 1878—1880 годах Принадлежал к Кобринскому инженерному отделу Брест-Литовской крепости. Находился примерно в трёх километрах на восток от Брестской крепости, около бывшей деревни Тришин, ныне ставшей районом города.
Изначально представлял собой большую казематированную земляную батарею, аналогично сохранившемуся форту I. Не модернизировался.
Летом 1915 года тут размещались подразделения 12-й роты и 19-я рота Брест-Литовской крепостной артиллерии. В землянках около форта располагалась 2-я рота 642-й пешей Волынской дружины 87-й бригады Государственного ополчения. Русские части, при приближении немцев отступили, прихватив вооружение форта и оставив укрепления в целости.
Во время оккупации 1941—1944 годов стал местом массовых расстрелов фашистами жителей Бреста.
В могилах между валами были найдены останки почти 1000 человек.
В 1963 году попал в промышленную застройку (Брестский электромеханический завод) и был разобран. Частично сохранились только три кирпичных каземата, находящиеся сейчас на территории предприятия и использующиеся под заводские склады.
- 2 из 3-х сохранившихся казематов

### Форт IV (др. название «Вулька»)
Построен в 1879—1880 годах у деревни Вулька. Принадлежал к Волынскому инженерному отделу Брест-Литовской крепости.
IV форт изначально строился по типовому проекту «Укрепление № 2». В 1881—1888 годах была проведена модернизация. В результате проведённых работ IV форт был приближен к типовому проекту «Казённый двухвальный» образца 1879 года Форт был окружён сухим рвом, укреплённым с внешней стороны кирпичным контрэскаром на фасах и фланках и обстреливаемым из двух капониров и двух полукапониров. В процессе модернизации форт стал двухвальным, однако второй, внешний, вал присутствовал только на фасах, фланки форта были защищены внутренним валом. Под валгангом внутреннего вала располагались казематы, без изменений сохранившиеся от первоначального проекта — 3 пороховых погреба с потернами и 8 убежищ, в центральной части форта из кирпича была построена сводчатая казарма на одну роту.
Казарма состояла из 9-ти жилых казематов, каземата кухни с хранилищем для продуктов, казематов туалета с выгребной ямой и напротив туалета — каземат карцера. Второй слева жилой каземат с перегородкой был разделён на две части, большая часть предназначалась фельдфебелям роты, в меньшей — устроен цейхгауз. Вход в казарму, коридор и расположенная в конце коридора умывальная располагалась между 3-м и 4-м жилыми казематами. 8 жилых казематов использовались для размещения нижних чинов. В каждом из них находилось 8 двойных кроватей — по 4 у каждой стены и по одной одиночной кровати у дальней стены. Каземат, примыкающий к кухне использовался как столовая. В военное время назначение некоторых казематов менялось — столовая становилась казематом для нижних чинов, а фельдфебельская и цейхгауз — казематами для офицеров. Обогревало казарму 15 печей, смонтированных у фасадной стены и в каждом втором дальнем проёме.
24 июня 1888 года крепость посетил с инспекционной проверкой великий князь Владимир Александрович. В программу входило посещение форта IV, где состоялись представления офицеров различных полков различных частей, показ форта и упражнения крепостной артиллерии. 26 июня 1900 года IV форт посетил император Николай II.
В 1910 годах была проведена модернизация. Горжевая казарма была усилена бетоном, была построена центральная потерна со сквозником. До августа 1915 года в нём находилась 6-я рота Брест-Литовской крепостной артиллерии.
В августе 1915 году при отступлении царской армии укрепление было подорвано сапёрами.
Сегодня от форта остались: частично взорванное бетонное убежище (казарма), небольшой участок центральной потерны со сквозниками (засыпаны землёй), неповреждённый кирпичный каземат во внутреннем валу (напротив выхода из потерны), руины другого каземата и участок заболотившегося рва. Специалисты считают, что это — примерно 30 % всех укреплений. В северной части форта (сохранившейся части казармы) расположилась военная пожарная часть. Незанятая часть форта является излюбленным местом отдыха на природе для жителей микрорайонов «Вулька» и «Южный». Этот факт имеет и негативную сторону: территория форта постепенно замусоривается.
В 2015 году в газете «Вечерний Брест» появились сведения, что в форту планируется сделать городской парк, а также открыть мемориальный комплекс.
- Фрагменты форта IV. На переднем плане видна часть бетонной потерны. За ней — кирпичный каземат в земляном валу
- Сохранившаяся стена бетонного убежища форта IV
- Треснувшая от взрыва стена казармы форта IV
- Сухой ров форта IV
- Остатки контрэскарпной стены форта IV
- Вход в потерну бетонного убежища форта IV
- Вход в потерну бетонного убежища форта IV, вид изнутри

### Форт V («Пьяновец»)
Форт был заложен в начале 80-х годов XIX века по проекту капитана инженерного управления Брест-Литовской крепости Иванова, окончена его постройка была в 1888 году. Принадлежал к Волынскому инженерному отделу Брест-Литовской крепости.
Объект имел пятиугольные формы и был грозным оплотом, способным легко уничтожить полк врага. Состоял из земляных валов и 17 больших казематов, сооружаемых из прочного красного кирпича. Укрепления были сооружены из стен почти метровой толщины, и были дополнительно засыпаны толстым слоем грунта. Внутри казематов внутри валов хранились оружие и боеприпасы, в казарме располагались солдаты и офицеры. По периметру форт был опоясан заполненным водой рвом глубиной до трёх метров.
В 1908—1911 годах проводилась его модернизация, при этом бетоном были залиты все кирпичные постройки, изменён профиль обводного канала, построены бетонные потерны, связывавшие все капониры и полукапониры форта, возведены горжевой капонир, боковые полукапониры и казематированные траверсы. Работами руководил военный инженер И. О. Белинский. В 1911 году V форт, одетый в достаточно крепкий тяжело армированный бетон получил усиленный гарнизон и новое вооружение. Кроме винтовок системы Мосина, пехота была вооружена станковыми и ручными пулемётами Максим. На втором этаже горжевого капонира были установлены трёхдюймовые пушки на крепостном лафете Дуляхера. На валы выводились полевые пушки и гаубицы такого же калибра. В переднем капонире и полукапонирах устанавливались орудия калибром калибром 57 мм — капонирные крепостные пушки Норденфельда.
В 1915 году (здесь дислоцировалась 6-я рота Брест-Литовской крепостной артиллерии) V форт был оставлен царскими войсками без боя. Перед отступлением из форта вывезли всё военное имущество.
С 1920 года польские военные использовали форт под склады. С 1939 года, с приходом советов форт V стал местом расположения воинских частей. В июне 1941 года здесь дислоцировался 3-й стрелковый батальон 44-го стрелкового полка, входившего в состав 42-й стрелковой дивизии. В начале войны бойцы-красноармейцы отбили несколько атак, попытались прорваться в крепость, а потом с боями стали отходить на восток. В годы оккупации немцы использовали форт как хранилище амуниции и военных припасов.
Летом 1944 года форт был освобождён бойцами 1295-го стрелкового полка 160-й стрелковой дивизии 70-й армии. В послевоенное время форт являлся территорией одной из воинских частей, используясь в качестве армейских складов. После вывода части форт некоторое время был в заброшенном состоянии.
В 1995 году V форту был присвоен статус историко-культурной ценности. С 1997 года проведены большие реставрационные работы. В 1999 году форт стал филиалом Мемориального комплекса «Брестская крепость-герой». 8 мая 2000 года открыт для посещения. На данный момент ведётся работа по созданию в форту музея «Истории фортификации и вооружения». Экспозиция артиллерийского вооружения на открытой площадке и выставка «Западный форпост Отечества» в казарме рассказывают об истории строительства Брестской крепости и её фортов.
- Памятный столб с годом начала стройки форта.
- Величественный горжевой капонир, больше нигде такое в брестской фортификации не встречается.
- Выставка орудий перед горжевой казармой.
- Панорама задней части форта с горжевого капонира: спереди видны выставка орудий и горжевая казарма, сзади просматриваются казематированные траверсы.
- Вентиляция горжевой казармы.
- Помещения горжевой казармы.
- Орудийный каземат в горжевом капонире.
- Окошко порохового погреба в потрене.
- Орудийный каземат в переднем капонире.
- Панорама казематированных траверсов на внутреннем валу.
- Казематированный траверс на центральной потерне.
- Вход в нижний ярус казематированного траверса.
- Полностью уцелевший наблюдательный пункт.

### Форт VI («Тересполь»)
Построен в 1883—1888 годах на левом берегу Буга. Принадлежал к Тереспольскому инженерному отделу Брест-Литовской крепости.
Представляет собой сооружение пятиугольной формы с двумя валами — «Казённый двухвальный». Высокий внутренний вал с пятью казематированными траверсами был предназначен для установки орудий крупного и среднего калибра, на переднем, низком, валу устраивалась стрелковая позиция, по углам которой имелись барбеты для лёгких противоштурмовых пушек. Заполненные водой рвы напольных и горжевого фасов защищались двумя капонирами, а боковые — двумя полукапонирами. Жилая казарма с четырьмя казематами, рассчитанная на роту солдат, располагались внутри форта и была связана с капонирами и полукапонирами потернами, входы в которые запирались изнутри железными дверями 30-сантиметровой толщины с массивными кремальерными замками. В потернах были устроены пороховые погреба.
Как и V форт он пережил сильную модернизацию (1908—1909 гг). Во время модернизации были разобраны старые полукапониры и построены новые, рассчитанные на более современные артиллерийские орудия, построены убежища, казематированные траверсы, заново обвалованы казематы и казарма, построена подземная железная дорога к секретному пороховому погребу.
Был оставлен русскими войсками в 1915 году. Всё ценное имущество при этом было вывезено.
Сейчас форт находится на восточной околице села Полятыче, гмины Тересполь Люблинского воеводства Республики Польши (52°02′47″ с. ш. 23°37′08″ в. д.). Используется для ограниченной хозяйственной деятельности. Его сохранность составляет 90—100 %.

### Форт VII («Лобачёв»)
Построен в 1883—1888 годах по проекту «Казённый двухвальный» аналогично форту VI на левом берегу Буга. Принадлежал к Тереспольскому инженерному отделу Брест-Литовской крепости.
В 1912—1913 годах была проведена его модернизация, которой руководил капитан Д. М. Карбышев, старший производитель работ Брест-Литовской крепости. Под его руководством форт был усилен и полностью оборудован под новейшую крепостную артиллерию. На форту были построены новые убежища, склады для амуниции и боеприпасов, расширена сеть ходов сообщения, связавших между собой различные части форта. В капонирах оборудовались позиции для фланкирующей артиллерии, на валах были возведены бетонные убежища для крупнокалиберных противоштурмовых орудий. Форт VII имел широкий сектор обстрела и был рассчитан на удары 425-мм орудий.
Во время отступления русских в 1915 году погреб остался нетронутым. Всё ценное имущество при этом было вывезено.
Сейчас находится по адресу Пенкна 5, Лобачев Малы, гмины Тересполь Люблинского воеводства Республики Польши (52°04′49″ с. ш. 23°35′48″ в. д.). Используется для ограниченной хозяйственной деятельности. По оценкам экспертов он сохранился на 90-100 %.

### Форт VIII (Литеры «Б»)
Построен в 1883—1888 годах, в 1890 был сдан комиссии, в которую входили командование Брест-Литовской крепости и высокие чины военно-инженерного ведомства российского генштаба. Строительство проходило по плану «Казённый двухвальный». Несмотря на модернизацию 1911—1914 года, когда под руководством инженер-капитана М. В. Миштовта были сооружены бетонированные убежища и потерны, двухуровневые(!) подземные галереи и многочисленные шахты, а также горжевой капонир со вторым ярусом, напоминающим казематированный траверс, форт максимально сохранил черты первых кирпично-земляных фортов. В задачу форта входили отражение возможного наступления и защита железнодорожного узла Бреста. Принадлежал к Кобринскому инженерному отделу Брест-Литовской крепости. По плану переустройства оборонных сооружений Брест-Литовской крепости 1909 года, форт VIII вошёл во второе кольцо фортов, став фортом литеры «Б».
В годы Первой мировой войны здесь располагался полевой госпиталь, который вместе с оставшимся военным имуществом был эвакуирован в 1915 году.
После 1939 года здесь размещался 1-й батальон 455-го стрелкового полка. В течение первого дня Великой Отечественной войны красноармейцы с пограничниками близлежащей заставы отбивали атаки врага затем отступили.
В послевоенное время, по воспоминаниям жителей, в форту располагалась военная часть ракетчиков. В 90-е годы она была выведена из форта, и он некоторое время был в заброшенном состоянии.
Сегодня форт находится на улице Белорусской, часть его территории (казематы и горжевой капонир с прилегающей к нему частью центральной потерны) арендуется частными предпринимателями (6 фирм). Остальная часть форта доступна для посещения.
В 2003 году в районе форта были найдены останки более тысячи воинов Первой мировой, погибших, видимо, в боях при отступлении русских войск в 1915 году.
- Внутри форта за время его существования образовались сталагмиты.
- Некоторые коридоры нижнего яруса переднего капонира затоплены водой.
- Лестница на нижний ярус переднего капонира.
- Бойница для внутренней обороны капонира.
- Бронированная дверь в сквознике переднего капонира.
- Вид на валганг.
- Пороховой погреб западного бетонного убежища.
- Западное бетонное убежище и стрелковая позиция вдали.
- Восточный наблюдательный пункт с выходом на стрелковые позиции.
- Уникальная контрэскарпная стена.
- Центральная потерна.
- Какое-то сооружение, второй ярус горжевого капонира, снаружи. Скорее всего это казематированный траверс. Входы в него снаружи замурованы.
- Система 5-ти казематов в западной части форта.
- Горжевой капонир форта врыт в землю.

### Форт IX
Был построен в 1883—1888 годах. Принадлежал к Кобринскому инженерному отделу Брест-Литовской крепости.
При строительстве он выглядел люнетом-семиугольником, имелась казарма, соединённая с тремя большими казематами-убежищами, устроенными во внутреннем валу. По свидетельству хозяев форта, отборную редкую белую глину для кирпичей возили из-под Архангельска. Также форт был окружён заполненным водой рвом. Перед войной при модернизации все постройки были покрыты прочным армированным бетоном. Входил в оборонительный пояс Кобринского отдела Брест-Литовской крепости. Летом 1915 года здесь размещалась 9-я рота Брест-Литовской крепостной артиллерии.
При отступлении русской армии в 1915 году почти полностью сохранившее свой первоначальный облик укрепление было взорвано практически до основания.
Во время оккупации 1941—1944 годов стал местом массовых расстрелов нацистами жителей Бреста. Их останки были обнаружены 31 октября 2002 года во время раскопок.
После войны там располагались городская свалка, пчёлопитомник и заготовительная контора. Из-за того, что в обводном канале били ключи и вода была очень чистая, здесь после Второй мировой войны каждую зиму заготавливали пищевой лёд. Ныне ключи засорились илом, и вода уже не такая чистая.
В 1968 году здесь был основан агробиологический центр (ул. Шоссейная, 10) Брестского государственного университета им. А. С. Пушкина, который существует и поныне. В нём сейчас можно встретить 855 видов растений, среди них — Венерин башмачок (2 экземпляра), которая зацвела в 2015 году, единственная на территории Республики Беларусь магнолия обратнояйцевидная, которая также зацвела в 2015 году. Также на территории агробиологического центра проживают бобры, болотная черепаха.
На дне обводного канала были найдены две старинные пушки, которые сейчас стоят у входа в Брестский областной краеведческий музей. Имеются сведения, что на дне канала ещё остались другие исторические ценности.
От бывшего оплота сохранились часть кирпичного каземата, основание каменного моста и обводной канал. Это — менее 25 % от всех сооружений. Кроме этого о бывшем грозном укреплении свидетельствует и небольшой белый домик постройки 1883—1886 годов у входа на территорию агробиостанции. Он был построен по указу «для семейного жандармного унтеръ-офицера и 2-х инженерныхъ сторожей».
- Вид на обводной канал
- Сохранившееся основание моста, подорванного русскими в 1915 году.
- Единственный сохранившейся каземат на территории форта.
- Внутренность сохранившегося в форту каземата.
- Домик, построенный в 1883—1886 гг., в котором проживал жандармный унтер-офицер с семьёй и два инженерных сторожа.
- Панорама агробиологического центра.
- Единственная в Республике Беларусь Магнолия обратнояйцевидная.

### Форт Х («Д»)
Был построен в начале XX века, перед русско-японской войной по проекту генерала Величко. Принадлежал к Кобринскому инженерному отделу Брест-Литовской крепости.
Он находился в двух километрах восточнее фортов III и IX и стал первым самостоятельным опорным пунктом, вынесенным за пределы основной оборонительной линии.
9 июля 1906 года, во время революции, здесь собрали 700 арестованных солдат-мятежников. Полтора месяца велись допросы. Большинство были отпущены, суду подверглись 32 человека. Из них 5 оправдали, остальных приговорили к каторжным работам и отправили в арестантские роты.
Во время модернизации 1912—1915 годов был включён во второе кольцо фортов как форт «Д». Из-за того, что этот форт не был окончен в 1901 году, он практически строился по-новому, но уже из бетона. Посредине форта была построена большая казематированная казарма, внутри вала разместили убежища и усиленные бетоном кирпичные казематы. В форту был построен большой треугольный головной капонир, фланкирующий промежутки между соседними фортами. Все укрепление было окружено рвом с водой. К северу, по направлению к железнодорожному полотну, местность понижалась, и поэтому форт главенствовал над местностью. В горжевой части был расположен земляной равелин, прикрывающий въезд в форт. К форту вела отдельная дорога — ответвление от форта IX.
В 1915 году взорван отступавшими русскими.
Во время оккупации 1941—1944 годов стал местом массовых расстрелов фашистами жителей Бреста.
В послевоенное время форт попал в городскую застройку, по нему прошла ул. Янки Купалы и железнодорожная ветка. На территории форта X возведено несколько зданий. От форта сохранились только части рва и несколько плохо различимых обломков тяжёлого бетона.
- Обломок какого-то подорванного сооружения форта, перелетевший ров.
- Останки рва.

## Вторая линия обороны крепости Брест-Литовск
В 1909 году под руководством военного министра генерала В. А. Сухомлина был составлен план дислокации войск и стратегического развёртывания армий на случай войны — т. н. «19-е расписание». Среди ряда мероприятий, предусматривающимися планом, было усовершенствование Брест-Литовской крепости путём возведения второго кольца фортов на расстоянии 6-7 км от Цитадели.
30 июня 1911 года инженерный комитет Главного инженерного управления рассмотрел и одобрил генеральный план развития Брест-Литовской крепости, рассчитанный на десять лет. Согласно плану второй оборонительный обвод должен был состоять из 14 фортов, 21 опорного пункта. 5 оборонительных казарм и нескольких десятков артиллерийских батарей. Между фортами планировалось возвести опорные пункты, предназначенные для подвижных резервов, а также казармы и артиллерийские погреба.
Строительство возглавил начальник инженеров крепости генерал-майор А. К. Овчинников, с 1913 года — В. В. Голицын. Его помощниками были: руководитель строительства полковник Прейсфренд, которого позднее сменил полковник Г. И. Лагорио, хозяйственной частью заведовал полковник Н. В. Короткевич-Ночевной. Обязанности производителей работ исполняли капитаны И. О. Белинский, М. В. Миштовт, С. И. Егоров, В. К. Монахов, Д. М. Карбышев, П. П. Архипенко, штабс-капитан В. М. Догадин. Другие вакансии занимали капитаны К. Д. Сарандинаки, Н. П. Логанов, К. Д. Красивицкий, Б. Р. Добошинский, В. Г. Алексеев, М. В. Десницкий, A.B. Максимов. Всего крепостной «инженерный корпус» насчитывал 25 человек.
Проекты укреплений разрабатывались на месте самими военными инженерами, производителями работ под общим руководством профессора Николаевской военно-инженерной академии генерала Н. А. Буйницкого. Проекты рассматривались в Инженерном комитете при Главном инженерном управлении в присутствии авторов.
Работы прошли несколько этапов:
1) На первом этапе проектировались новые и укреплялись старые постройки. В частности были переоборудованы форты IV, VII, VIII и пороховые погреба покрывавшиеся слоем бетона. Началось строительство форта «Ж».
2) Лето 1913. Приступление к полномасштабным работам. Всего предстояло уложить около 30 тыс. кубометров бетона. К началу Первой мировой войны из шестнадцати запланированных фортов пять так и не были начаты, шесть были готовы наполовину, два — на две трети и только форты «А» и «Ж» удалось закончить полностью.
3) С началом войны начались интенсивные работы по подготовке к обороне, которые велись круглосуточно с привлечением местного населения. До начала октября 14 фортов, 5 оборонительных казарм, 21 промежуточный опорный пункт и другие укрепления были почти закончены, причём наиболее сильно были развиты укрепления в западном и южном секторах. Среднее расстояние между фортами составляло 1 км при общей длине фортового пояса 45 км.

### Форт «А»
Форт литеры «А» был построен в 1912—1915 годах старшим производителем работ Брест-Литовской крепости, капитаном Б. Р. Добошинским. Проект форта выполнил старший производитель работ подполковник П. П. Архипенко. Принадлежал к Кобринскому инженерному отделу Брест-Литовской крепости. Форт строился как долговременный. Сегодня он находится примерно в пяти километрах севернее Брестской крепости, около микрорайона Козловичи. Занимаемая площадь составляет около 10 гектар.
Основную часть форта «А» сегодня составляет бетонная галерея-убежище, имеющая несколько выходов во внутренний двор форта. Имеет земляной вал в центре которого встроено бетонная казарма для гарнизона, а наверху расположены две линии бетонированных стрелковых окопов с двумя наблюдательными пунктами (далее — НП) по флангам имеющими барбеты для фланкирующих орудий и входы из внутреннего двора. На стрелковую позицию выходят ещё два броневых НП, связанные с центральной галереей убежища. Центральная часть убежища лестницей связана с потерной, идущей под внешним сухим рвом к переднему капониру (кофру), насчитывающему шесть орудийных казематов. Кофр обвалован с фронтальной части, а вход в него прикрыт сквозником. Кофр был приспособлен к самостоятельной обороне, имел дальномерные и пулемётные гнёзда, убежище и хранилище для продовольствия и боеприпасов. На левом фасе кофра был расположен НП. В правой оконечности форта находится недостроенный полукапонир. Между полукапониром и казармой стоит небольшое бетонное убежище. Основной массив форта — центральная потерна, казарма и полукапонир — окружены сухим рвом. В горже находился вал, соединявшийся с траверсами, между которыми находились открытые укрытия для лошадей и припасов. Въезд в форт прикрывался тремя стрелковыми полукапонирами, которые сейчас находятся в начале дороги, ведущей во внутренний двор форта, прямо около новых и строящихся коттеджей. В 1913 году был соединён с фортами I и VIII («Б») брусчаткой, построенной капитаном Д. М. Карбышевым.
Особенностью этого форта является наличие закрытых стрелковых позиций с горжевой части, что нигде больше в брестской фортификации не встречается.
В июне 1941 года территория форта входила в участок охраны государственной границы 8-й линейной пограничной заставы 17-го пограничного отряда. Начальник заставы — старший лейтенант М. Н. Серветник 22 июня 1941 года застава приняла бой. В живых осталось 15 человек.
В 1970—1980 годах помещения форта занимал запасной командный пункт Брестского пограничного отряда. Наследием военных является построенная ими кирпичная котельная внутри казармы. Там до сих пор лежит много труб и стоит большой дизельный насос.
Благодаря летучим мышам, облюбовавшим постройки форта для зимовки, на его территории размещён заказник «Барбастелла», в котором живут 12 из 16 видов европейских летучих мышей. Сегодня территория форта полностью открыта и все сильнее и гуще зарастает кустарниками. В настоящее время вход в главную часть форта «А» периодически закрывают решёткой, но внутрь всегда можно попасть через капонир. Остальные входы в галерею-убежище закрыты наглухо.
В окрестностях форта «А» расположены форт I и оборонительная казарма «А-Б». На валах сохранились два ДОТа (пулемётно-артиллерийские полукапониры № 526 и 528) 1-й роты 18-го отдельного артиллерийско-пулемётного батальона 62-го Брестского укреплённого района. Рядом с фортом находятся ещё два ДОТа этой роты — артиллерийский ДОТ № 562 и пулемётный ДОТ № 527. Форт сохранился на 70 %.

### Форт «В»
Построен в 1914—1915 годах по проекту старшего производителя работ Брест-Литовской крепости, капитана Н. Н. Логанова. Принадлежал к Кобринскому инженерному отделу Брест-Литовской крепости. Форт строился как полудолговременный. Находится примерно в пяти километрах севернее Брестской крепости, около дороги «Брест-Каменец» (ныне — ул. Лейтенанта Рябцева).
Конструкция была практически такая же, как и у форта литеры «А». Достроен форт не был, на что указывают фрагменты бетонного каземата, с неоконченными бетонными стенами.
При отступлении русских в 1915 году был взорван до основания.
Сейчас от него сохранились лишь часть вала, фрагменты недостроенного и взорванного бетонного каземата и участки предполагаемого рва. Также на территории форта разбросано много холмиков с торчащими из них глыбами бетона и арматурой — строительный мусор, который складировали в этом лесу.
- Единственное уцелевшее сооружение на территории форта "В" - повреждённый взрывом бетонный каземат.
- Внутренняя стена уцелевшего каземата. Видно, что постройка каземата завершена не была.
- Повреждённый взрывом потолок каземата. Вид снаружи.
- Возможно участок фортового вала.

### Форт «Г»
Построен в 1914—1915 годах по проекту старшего производителя работ Брест-Литовской крепости, капитана Б. Р. Добошинского. Принадлежал к Кобринскому инженерному отделу Брест-Литовской крепости. Форт строился как полудолговременный. Находится примерно в пяти километрах на северо-восток от Брестской крепости, около деревни Плоска.
Форт состоял из центрального массива и капонира. Строительство затруднялось тем, что место является заболоченным и уровень воды был очень высок, что потребовало дополнительно привозить много грунта. По этой же причине форт так и не успели достроить.
В 1915 году был взорван до основания отступающими русскими.
На сегодняшний день от форта, кроме рва, практически ничего не сохранилось — лишь кое-где можно увидеть руины отдельных построек, бетонные плиты и глыбы.

### Форт «Е»
Спроектирован и построен капитаном К. К. Сарандинаки в 1912—1914 годах. Принадлежал к Волынскому инженерному отделу Брест-Литовской крепости. Форт строился как долговременный. Находится примерно в пяти километрах на восток от Брестской крепости, около бывшей деревни Пугачёво, ныне ставшей районом города.
Форт представлял собой пятиугольник со скошенными фасами, был окружён водным рвом и с горжи защищён палисадом и проволочными заграждениями. В южной оконечности находился небольшой опорный пункт, соединённый с фортом при помощи рва и вала.
Вместе с другими фортами он при отступлении русских в 1915 году был взорван.
От него сохранился лишь участок обводного канала, в горжевой части разделённый на несколько маленьких водоёмов. Всю территорию бывшего форта занимают дачи.
- Обломок какого-то фортового укрепления.
- Вид на сохранившиеся участки обводного канала.
- Заросший камышом, обмелевший край канала.
- Участок канала, где он делает изгиб.

### Форт «Ж» («Дубинники»)
Построен по проекту капитана И. О. Белинского в 1911—1915 годах. Принадлежал к Волынскому инженерному отделу Брест-Литовской крепости. Находится примерно в пяти километрах на юго-восток от Брестской крепости, около фольварка Дубинники, сбоку от автодороги «Брест-Ковель».
Форт имел мощнейшие железобетонные казематы, покрытые почти шестиметровым слоем земли, соединённые с головным треугольным капониром потерной. Капонир фланкировал широкий ров-канал, наполненный водой. Перед каналом проходил бетонированный контрэскарп, оснащённый стрелковыми позициями и окружённый мощным покатым гласисом. В центральной части форта возвышался 15-метровый вал, в котором находились казематы, убежища, потерны. В горже форта располагалась двухэтажная казарма, оснащённая фланкирующими приспособлениями и двухэтажный промежуточный капонир, имевший ступенчатую форму. Форт «Ж» был сложным в инженерном отношении сооружением, оснащённым системой вентиляции, артезианскими колодцами и санитарным оборудованием. Он мог противостоять любым существовавшим тогда типам артиллерии. Несколько позднее на нём были установлены закрытые гнёзда для дальномеров и пулемётных установок. Горжевой ров защищался посредством двухметрового палисада, а вся местность вокруг форта была окружена проволочными заграждениями. Сообщение с крепостью осуществлялось при помощи почтовых голубей, позже в форте был установлен телефон.
В 1915 году, при отступлении русских, ультрасовременное на тот момент сооружение было взорвано с особой тщательностью.
После окончания советско-польской войны поляки вывозили бетонные обломки с форта для укладки Ковельского шоссе.
Во время ВОВ немцы вторично подорвали форт. Также во время оккупации 1941—1944 годов он стал местом массовых расстрелов жителей Бреста, прежде всего, семей военнослужащих. На краю форта в 1987 году поставлен мемориальный памятник, представляющий собой рассечённый свод, обвитый колючей проволокой. Надпись на памятнике:

Место массового расстрела мирных советских граждан немецко-фашистскими захватчиками в 1941—1944 годах
А при входе на территорию форта встречает табличка:

Граждане! Здесь покоятся останки нескольких тысяч жителей Бреста, расстрелянных в годы войны 1941—1945 гг. Эта территория бывшего форта «Дубинники» охраняется государством. Запрещено производить раскопки, выемки грунта.
Но, несмотря на это, в центральной части форта всегда очень много небольших свежих ям.
От самого форта сохранились ров, заполненный водой, гласис на противоположном берегу рва, левый сквозник потерны горжевой казармы (частично засыпан землёй), часть фундамента и стены центральной потерны, тыльная часть стены головного капонира, часть коридора горжевой казармы (заполнен водой).
Рядом с фортом также находится памятник десантнику, который погиб при прыжке с парашютом над этой местностью.
- Вид на ров форта с противоположного берега напротив головного капонира
- Уцелевшая стена центральной потерны форта
- Гласис форта, который закрывал т.н. "прикрытый ход" от неприятеля
- Уцелевший сквозник левой потерны горжевой казармы, присыпанный землёй
- Сохранившееся основание стены головного капонира
- Возможное место, где планировалось установить орудийную бронебашню
- Верхушка засыпанного землёй декоративного столба около переднего капонира

### Форт «З»
Форт литеры «З» был построен в 1913—1915 годах капитаном В. К. Манохиным. Прикрывал железную дорогу на Киев и имел сектор обстрела от Буга до Ковельского тракта. Принадлежал к Волынскому инженерному отделу Брест-Литовской крепости. Форт строился как долговременный. Находится в пяти километрах к югу от Брестской крепости, между деревнями Бернады, Митьки и Котельня-Боярская.
Форт имел прямоугольный в плане центральный массив, включавший казарму, подземные укрытия, защищённые 6-метровым слоем грунта и кофр (головной капонир), соединённый с казармой-потерной. Особенностью этого форта было то, что потерна проходила не по центру, а сбоку, а капонир имел артиллерийские амбразуры только с одной стороны. Форт был рассчитан на современную противоштурмовую артиллерию, крупнокалиберных орудий не имел. Его окружал широкий неглубокий ров, перед которым находились межфортовой вал и позиции для батарей, тянувшиеся более чем на 2 км на восток.
остатками былых фортовых сооружений.
К 1915 году форт «З» не был полностью достроен. При отступлении русских войск в 1915 году он был взорван.
В 1940—1941 годах на территории и в окрестностях форта литеры «З» была построена главная позиция второй роты 18-го ОКАБ Брестского укрепрайона. Узел обороны состоял из пяти ДОТов (пулемётно-артиллерийский ДОТ № 501, одноказематные ДОТы № 240 и 243, пулемётные ДОТы № 530 и 241), имевших возможность вести круговую оборону, при поддержке нескольких дополнительных, находящихся за пределами форта (одноказематный ДОТ № 521, пулемётно-артиллерийские ДОТы № 507 и 523). После нападения немцев несколько ДОТов вело бой, но недолго — около суток. На форту поставлен памятник защитникам ДОТов.
В послевоенные годы на территории форта разместили городскую свалку. В галерее-убежище складировали испортившиеся аммиачные удобрения и доверху засыпали её землёй, закрыв все входы внутрь. Капонир также засыпали землёй почти до самой крыши. Свалка уже давно прекратила свою работу, мусор сверху закрыли слоем грунта, но все равно передвигаться по территории форта нужно с большой осторожностью.
Сегодняшний форт литеры «З» представляет собой большую бетонную постройку — галерею-убежище, смотрящую на юг высокой глухой стеной без дверей и бойниц, а северная её сторона полностью засыпана землёй. Летом 2006 года входы в неё были отрыты для удаления из внутренностей форта ядовитых химикалий, а позже снова присыпаны землёй вперемешку с мусором.
Внутри убежища идёт длинный коридор с несколькими казематами. Местами в полу сделаны колодцы. Переходом убежище связано с капониром. Вероятно, он обстреливал сухой внешний ров, однако на форте «З» ни один изо рвов или валов не сохранился. Сегодня все амбразуры капонира засыпаны землёй, и попасть в него можно, только если пролезть через узкие щели в немного разрытых входах.
Все ДОТы, расположенные на территории форта и в его окрестностях, полностью открыты для осмотра, как снаружи, так и изнутри. Недалеко от форта «З» расположены оборонительная казарма «Ж-З» и промежуточный пороховой погреб «Ж-З».

### Форт «И» («Жуки»)
Форт литеры «И» построен в 1913—1915 годах на правом берегу Буга под руководством старшего производителя работ Брест-Литовской крепости, капитана Д. М. Карбышева. Принадлежал к Тереспольскому инженерному отделу Брест-Литовской крепости. Форт строился как полудолговременный. Находится примерно в пяти километрах к югу от крепости, между фортами «Л» и «З».
Сначала строительство форта «И» планировалось возле д. Муравец. Проект постройки форта в этом месте выполнил капитан Малков-Панин. Однако при взятии проб грунта выяснилось, что в этом месте залегает песок «плывун», поэтому, упразднив конструкцию, форт перенесли на 1,5 км вперёд, к д. Жуки. Форт входил в фортовую группу «Добратыче», которая помимо форта включала в себя 3 долговременных опорных пункта, межфортовой вал с рвом, 5 батарей и 10 убежищ. Вся группа имела протяжённость 2 км в длину. Её окружали сплошной пояс проволочных заграждений и ров. Кроме этого, в группу входил приспособленный к обороне фольварк Добратынь, соединявшийся окопами со следующим фортом линии — фортом литеры «Л».
В плане форт представлял треугольник. Главный вал, по всему периметру окружавший центральную часть форта, имел форму усечённого конуса. В центре укрепления находилась казарма с казематами, соединённая потерной с центральным казематированным траверсом. Траверс также был приспособлен к обороне. В передних углах форта располагались бронебашни для скорострельных пушек. В горжевых углах центрального массива форта были устроены фланкирующие полукапониры. Один из них простреливал промежуток между фортом и р. Буг, другой контролировал вспомогательный ров, соединявший форт с опорным пунктом. К горжевым углам форта были пристроены овальные завершения, в которых располагались тяжёлые батареи. С помощью потерн они сообщались с центром форта, а восточная скрытыми ходами сообщений была ещё связана с двухэтажным промежуточным капониром на берегу Буга, простреливающим промежуток до форта «3».
В 1915 году был взорван отступающими русскими.
Сейчас от форта почти ничего не осталось, его сохранность составляет менее 25 %. Находится между деревнями Муравец-Жуки и Добратыче (52°00′58″ с. ш. 23°39′16″ в. д.).

### Форт «К» («Кобыляны»)
Форт литеры «К» построен в 1912—1915 годах на левом берегу Буга. Принадлежал к Тереспольскому инженерному отделу Брест-Литовской крепости. Форт строился как долговременный. Находится примерно в пяти километрах юго-западнее крепости.
Форт «К» (вместе с фортом «О») входил в фортовую группу, которая включала в себя ряд опорных пунктов, тяжёлых батарей и других укреплений.
В августе 1915 года гарнизон форта всё-таки встретился с неприятелем. Наступающие открыли плотный ружейно-пулемётный огонь. Тогда были подорваны заложенные сапёрами ещё раньше фугасы, и в дыму от их разрывов, гарнизон без потерь отошёл к Бугу. Хотя имеется и другая точка зрения. Сохранились бравурные репортажи австрийской прессы, указывающие на то, что этот форт подвергся артиллерийскому налёту с применением 305-мм пушек. Это подтверждает и очерк американского журналиста Артура Релла, следовавшего вместе с наступающими германо-австрийскими войсками:

Немецкий корпус форсировал Буг с севера и юга и приближался к железной дороге, шестой австро-венгерский корпус под командованием корпусного генерала от инфантерии Арца наступал в центре. Русские выслали всё гражданское население в восточном направлении, удалили свою артиллерию и все ценности, которые смогли взять, и подожгли город. Была краткая артподготовка, на которую русские, которые на всём протяжении этого отступления, казалось, испытывая недостаток в боеприпасах и артиллерии, отвечали лишь какое-то время. Затем внешние форты были взяты штурмом… Мы остановились в форту Кобыляны на обратном пути в Ивангород. Краткий австрийский артобстрел был точен. Были видны воронки от снарядов внутри форта, вдоль по брустверу, и одно ужасное попадание «В яблочко», которое ударило прямо во внутренний бетонный обвод и повсюду разбросало куски бетона и стали. Стрелки, бывшие в этой амбразуре, были убиты одним ударом, и их кровь высохла на камнях. Из всех различных неприятных мест, которых я повидал на войне, это было одним из худших.— 1915
 Конечно, очерк немного приукрашен, «куски бетона и стали» это была работа своих же, русских, сапёров, к тому же современный на тот момент форт был рассчитан на удары 305-мм и 420-мм артиллерийских систем, но рассказ журналиста свидетельствует, что в районе Бреста всё же происходили жестокие бои.
Также имеется описание из «Дневника российской кампании 1914—1916 годов» Августа Красицкого, офицера Легионов Польских, проезжавшего через эту территорию четырьмя днями позже: 

Выезжаем в 6 часов утра, едем через деревни Корощин, Кобыляны, обе сожжены. Тут находятся два форта Бреста… На другом форту (Кобыляны) были свежевыстроенные части из бетона и нескольких сотен бочек цемента, которые русские, убегая, разбили. Фронтон форта взорвали, вся постройка разрушена, бетонные блоки и куски железа лежат, нагромождённые. Меньшие куски на несколько сотен шагов разбросаны. Тут имеются также большие следы от цельных снарядов гаубиц, один выщербил бетонный фронт. Вокруг целый лес колков, обнесённых колючей проволокой, кучи железных испанских козлов. Амуниция винтовочная австрийская, пушки русские забрали. В казематах в каждом углу иконы, видно, солдатами развешены. Второй форт под Кобылянами был самым большим фортом Бреста. Бетонные и деревянные части фортов покрашены оливковым цветом.— 1915
Сейчас форт находится на западной околице села Кобыляны гмины Тересполь Люблинского воеводства Республики Польша (52°02′36″ с. ш. 23°33′13″ в. д.). Его сохранность составляет 50—75 %.

### Форт «Л» («Лебедев»)
Форт литеры «Л» построен в 1912—1915 годах на правом берегу Буга. Принадлежал к Тереспольскому инженерному отделу Брест-Литовской крепости. Форт строился как долговременный. Находится примерно в пяти километрах южнее крепости, между фортами «И» и «К».
Основу форта «Л» составляли бетонная казарма и головной капонир, фланкирующий ров. Это сооружение было оснащено бронеколпаками, пулемётными установками и другими новейшими для того времени средствами защиты. Входил в фортовую группу «Добратыче», замыкая её северную оконечность.
В 1915 году был частично взорван отступающими русскими.
Сейчас форт находится на восточной околице села Лебедзев, гмины Тересполь Люблинского воеводства Республики Польша (52°01′11″ с. ш. 23°36′14″ в. д.). Его сохранность составляет 50—75 %.

### Форт «М»
Построен в 1914—1915 годах. Принадлежал к Кобринскому инженерному отделу Брест-Литовской крепости. К началу Первой мировой войны там были только начаты земляные работы. В связи с этим форт было решено достраивать как полудолговременный. Находится примерно в пяти километрах на восток от Брестской крепости около бывшей деревни Тришин, ныне ставшей районом города.
Форт «М» в плане представлял довольно мощное сооружение, но к середине 1915 года имел всего 2 небольших бетонных убежища. Он не был достроен и представлял собой полудолговременное полевое укрепление.
В 1915 году был полностью уничтожен отступающими русскими войсками.
Сегодня от него сохранились лишь руины и фрагменты немногочисленных сооружений.

### Форт «О» («Корощин»)
Форт литеры «О» построен в 1912—1915 гг. на левом берегу Буга. Форт строился как долговременный. Принадлежал к Тереспольскому инженерному отделу Брест-Литовской крепости. Находится примерно в пяти километрах южнее крепости, между фортами «К» и VII.
Форт «О» был наиболее мощным в Тереспольском отделе крепости, поскольку находился на важном юго-западном направлении. Вместе с фортом «К» входил в фортовую группу, которая так же включала расположенные вокруг него группировались так называемые «корощинские тяжёлые батареи».
5—8 августа 1915 года, во время отступления российской армии, территорию Тереспольского отдела кратковременно защищали 77-я и 81-я пехотные дивизии. Их задачей было задержать продвижение австрийцев, чтобы обеспечить эвакуацию крепости. В ходе завязавшегося сражения ополченская рота, защищавшая форт, потеряла половину своего состава от артиллерийского огня австрийцев, по той причине, что командир роты просто не знал, что во время обстрелов людей нужно прятать с позиций в укрытия. 8 августа началась эвакуация крепости, и силами 81-й дивизии была отбита ещё одна атака австрийцев. Отступая, русские подрывать форт не стали.
Сохранилось описание из «Дневника российской кампании 1914—1916 годов» Августа Красицкого, офицера Легионов Польских, проезжавшего через эту территорию четырьмя днями позже: 

Выезжаем в 6 часов утра, едем через деревни Корощин, Кобыляны, обе сожжены. Тут находятся два форта Бреста. В первом (Корощин) помимо казематов из цемента и бетона — новые постройки из земли и дерева. В одном рву лежало три трупа российских солдат, видно, погибли от гранаты, которая туда упала, у одного всё основание черепа сорвано. В середине форта и снаружи много огромных воронкоподобных дыр от снарядов из больших миномётов. Внутри форта оставшиеся гильзы от выстрелов и амуниция свидетельствует о том, что кровавой была оборона и завоевание, так что совсем не добровольно русские крепость оставили.— 1915
Сейчас форт находится на юго-западной околице села Корощин, гмины Тересполь Люблинского воеводства Республики Польша (52°03′54″ с. ш. 23°32′58″ в. д.). Его сохранность около 90—100 %. Крайне интересен для посещения.

### Форт «Н»
Форт литеры «Н» начали строить в 1915 году на правом берегу Буга. Форт строился как полудолговременный. Принадлежал к Тереспольскому инженерному отделу Брест-Литовской крепости. Находится примерно в пяти километрах западнее крепости.
На момент подхода неприятеля на форту только шли земляные работы. К постройке бетонных сооружений приступить так и не успели.
Сегодня от него ничего не сохранилось.

### Укрепления межфортовых промежутков
Развитие артиллерии, увеличение её дальнобойности, повышение мощи, появление крупнокалиберных фугасных снарядов, разработка теории «ускоренной атаки» крепостей через промежутки между фортами — всё это заставило русское военное командование совершенствовать крепостные сооружения, с применением новых материалов — бетона и брони. Для этого в начале 1890-х в крепости приступили к инженерному развитию межфортовых промежутков: строились пороховые погреба, опорные пункты, возводились оборонительные казармы, оборудовались артиллерийские батареи, часть передовых пунктов были усилены бетонными укрытиями, создана сеть коммуникаций, обеспечивавшая связь между объектами, а также маневрирование силами и средствами.

#### Пороховые погреба
Пороховые погреба — защищённые от разрушения снарядами помещения для хранения взрывчатых веществ и боеприпасов.

##### Пороховой погреб № 1
Построен в 1912—1915 годах. Принадлежал к Кобринскому инженерному отделу Брест-Литовской крепости. Находится на расстоянии трёх километров севернее Брестской крепости, во дворе дома № 88/1 по ул. Солнечной.
В 1915 году был взорван отступающими русскими войсками.
От погреба осталась лишь небольшая его часть. Сейчас в одном из сохранившихся помещений погреба расположился частный гараж.

##### Пороховой погреб № 2
Построен в 1912—1915 годах возле д. Граевка, ныне ставшей районом города. Принадлежал к Кобринскому инженерному отделу Брест-Литовской крепости. Находится на расстоянии трёх километров на северо-восток от Брестской крепости, углом выступая на ул. Осипенко.
При строительстве использовалась технология, разработанная в 1887 году после артиллерийских опытов опытов в Бурже (Франция). Суть её заключалась в том, что между внешним и внутренним слоями бетона создавался слой песка. Это позволяло гасить воздействие снаряда на внутренний слой и не допускать отколов. В старых кирпичных постройках свод усиливали бетонным тюфяком с песчаной прослойкой между кирпичом и бетоном.
Был взорван в 1915 году при отходе русских войск. Взорвана была лишь треть сооружения, но взрыв был настолько силён, что вся остальная часть сооружения потрескалась, и помещения завалило через трещины грунтом из песчаной прослойки и земляной внешней обваловки ПП.
Погреб сохранился по оценкам экспертов на 50—75 %. Сейчас он находится на территории пожарной части, а внутренние помещения его используются автосервисом. Автосервис обстроил обломки кирпичом. В недавнее время (июль 2014) строители с большим трудом (настолько крепким был бетон через 100 лет!) раздробили несколько больших обломков для постройки на их месте новой мастерской.
- Вид на пороховой погреб с ул. Осипенко со стороны ул,Красногвардейской.
- Вид на пороховой погреб с ул. Осипенко со стороны ул. Кижеватова.
- Сходни в пороховом погребе сделаны из толстой двери порохового погреба, времён его постройки.
- Коридор с бойницами в пороховом погребе.
- Табличка с объяснением, что объект охраняется государством.
- Одна из зал, где когда-то хранились боеприпасы.
- Колодец для вентиляции в пороховом погребе.
- Одна из сохранившихся, совершенно прямых стен в разрушенной части порохового погреба №2.
- Гигантские куски бетона, разбросанные взрывом, разрушившим часть порохового погреба.
- На бронированной створке окна видны следы пуль.
- Склон уцелевшей стены, обращённой на улицу Осипенко.

##### Пороховой погреб № 3
Пороховой погреб № 3 входил в число промежуточных оборонительных объектов второй линии крепости. Построен в 1901—1902 годах. Принадлежал к Волынскому инженерному отделу Брест-Литовской крепости. Находится на расстоянии трёх километров восточнее Брестской крепости, на ул. 28 июля.
Во время отступления русских в 1915 году погреб остался нетронутым.
Он представляет собой одноэтажное здание прямоугольной формы с четырьмя закрытыми ставнями амбразурами. Сохранился практически без повреждений. Имеет земляную обсыпку. Сегодня в погребе находятся магазины и складские помещения рынка «Старый город». На прилегающей территории работают кафе, торговые ряды, а также расположены домики для страуса и павлинов.
- Один из вентиляционных колодцев.
- Вид на стену и обваловку порохового погреба сбоку.
- Вид на боковую стену порохового погреба.
- Вид на пороховой погреб из двора рынка "Старый город".
- Вид на пороховой погреб с улицы.
- Таблички с объяснением, что объект охраняется государством.

##### Пороховой погреб № 4
Построен в 1912—1915 годах. Принадлежал к Волынскому инженерному отделу Брест-Литовской крепости. Находится на расстоянии трёх километров на юго-восток от Брестской крепости, в д. Аркадия, у поворота с Ковельского шоссе на V форт. Возводился из бетона с небольшим применением кирпича во внутренних помещениях.
Во время отступления русских в 1915 году погреб остался нетронутым.
Во время оккупации 1941—1944 гг. использовался немцами как склад. Когда в 1944 году они были вынуждены отступать, то подорвали погреб, чтобы оставшееся там военное имущество, вывезти которое не было возможности, не досталось Красной Армии.
Сейчас сохранившаяся часть погреба используется фирмой, продающей стройматериалы.
- Взрывом немецкого склада в 1944 массивные стены погреба разметало по всей округе, в виде до сих пор поражающих по величине глыб бетона.
- В ПП №4 проводятся тренировки по скалолазанию.
- "Наскальная живопись" порохового погреба.
- Вид на крышу и двор фабрики.
- Немного сохранившаяся боковая стена.
- Табличка, с объяснением, что пороховой погреб охраняется государством.
- Один из подорванных казематов частично уцелел. Из него же можно пробраться в вентиляционную потерну.
- Вентиляционная потерна. Соединялась с вентиляционными колодцами.
- Один из уцелевших казематов. В его стене видим заложенное кирпичом окошко в вентиляционную потерну.
- Переходы между казематами усилены металлическими перекрытиями.
- Одна из потерн, что связывала входы и внутренние помещения порохового погреба.

##### Пороховой погреб № 5
5-й пороховой погреб был построен в 1901—1902 годах. Принадлежал к Тереспольскому инженерному отделу Брест-Литовской крепости. Находится по адресу Тополёва 6, Тересполь, Польша (52°04′37″ с. ш. 23°36′30″ в. д.).
Во время отступления русских в 1915 году погреб остался нетронутым.
Погреб сохранился практически без повреждений. В погребе сохранились бронедверцы, внутри был найден старинный ручной водяной насос. Сейчас там располагается склад.

##### Промежуточный пороховой погреб «Ж-З»
Построен в 1912—1915 годах. Принадлежал к Волынскому инженерному отделу Брест-Литовской крепости. Находится в пяти километрах юго-восточнее Брестской крепости, в д. Гершоны.
Во время отступления русских в 1915 году погреб остался нетронутым.
В тыльной части этот погреб имеет небольшой выступ с бойницами — капонир. В 1941 году к погребу пристроили два неавтономных артиллерийских (№ 525 и 548) и один пулемётно-артиллерийский (№ 225а) ДОТы с возможностью круговой обороны, связанных с погребом потернами. Строение ДОТов при этом так же изменили. Из них удалили все вспомогательные помещения (агрегатные, фильтро-вентиляционные, арсеналы, колодцы, туалеты), передав все функции обеспечения погребу.
Сохранилось укрепление практически без повреждений. Там можно увидеть аутентичные металлические бронедвери, ставни, поручни. На потолке погреба образовались сталактиты. Сегодня погреб используется в качестве склада и находится на охраняемой территории, занимаемой несколькими строительными фирмами. Потерны, соединявшие погреб с ДОТами ныне уничтожены.
- Вид на пороховой погреб. Слева виден капонир.
- Бетонные бронированные вентиляционные колодцы на крыше погреба.
- ДОТы в окрестностях ПП "Ж-З".
- Перекрытая кирпичом потерна из ПП в один из ДОТов.
- Сохранившаяся аутентичная дверь.
- Потерна внутри порохового погреба. Слева входы в залы для пороха и боеприпасов, слева - сквозник и капонир.
- Помещения, где хранились порох и боеприпасы
- Аутентичные створки окошка из помещения для боеприпасов в вентиляционную потерну.
- Одна из бойниц капонира

##### Промежуточный пороховой погреб «К-0»
Был построен в 1912—1915 годах, аналогично погребу «Ж-З», между фортами «К» и «0». Принадлежал к Тереспольскому инженерному отделу Брест-Литовской крепости.
Во время отступления русских в 1915 году погреб остался нетронутым.
Сохранился практически без повреждений, предприимчивые поляки устроили на его базе придорожное кафе. Сейчас погреб находится на улице Слонечна села Кобыляны гмины Тересполь Люблинского воеводства Республики Польша (52°03′14″ с. ш. 23°34′00″ в. д.).

#### Оборонительные казармы
Оборонительная казарма — совокупность казарменных помещений, приспособленных к долговременной обороне и защищённых от огня осадной артиллерии. Оборонительные казармы представляли собой бетонные постройки с толстыми стенами и сводами. В них устраивались казематы на одно-два орудия, стрелявшие через большие амбразуры.

##### Оборонительная казарма «А-Б»
Построена в 1912—1914 годах. Принадлежала к Кобринскому инженерному отделу Брест-Литовской крепости. Находится на расстоянии примерно три километра к северу от Брестской крепости, недалеко от деревни Козловичи и автодороги «Брест-Клейники». С восточной стороны казармы расположен броневой наблюдательный пункт. Казарма достроена не была.
Казарма представляет собой бетонное сооружение состоящие из трёх частей: горжевой (боевой) части, фронтальной (выход из казармы) и потерны между ними. Горжа — прямоугольная постройка, рассчитанная на гарнизон в 2-4 роты, защищённая шестиметровой земляной обсыпкой. Разделён на залы с окнами-амбразурами для орудий. Всего 5 зал, в центральной зале находится капонир с оружейными бойницами. Из тыльной части этой залы выходит бетонная потерна, ведущая во фронтальную часть. Фронт представляет собой коленчатый сквозник. Все сооружение было защищено бруствером и маскировочными сетками. На валу располагался бронеколпак дальномера и стояли тяжёлые орудия. Вокруг казармы обустраивались открытые позиции для полевой артиллерии.
В 1915 году сапёры подорвали внутри казармы громадный заряд тротила, причинивший казарме значительные разрушения, но так и не разрушивший эти мощные стены.
В 1940—1941 годах на западном склоне насыпи казармы был построен пулемётный ДОТ № 553а. Позже и он был взорван.
Казарма была местом массовых расстрелов местных жителей в период немецкой оккупации 1941—1944 годов.
В послевоенное время в казарме уничтожали обнаруженные в окрестностях города боеприпасы, вследствие чего внутренностям сооружения были причинены значительные повреждения. В дальнейшем казарма не использовалась, вследствие чего вокруг неё появилась небольшая свалка бытовых отходов.
- Панорама ДОТа и казармы. Как видно нижняя часть ДОТа совершенно подорвана.
- Вид на переднюю часть казармы и капонир.
- Крыло казармы, которое не успели достроить в 1915 году.
- Вид на заднюю стену сквозника. Вдали виднеется советский ДОТ №553а.
- Вид сверху на потерну и выход из сквозника в горже.
- Разрушения во внутренностях казармы.
- Боковые бойницы капонира.
- Сквозник. Вид изнутри. Слева просматривается вход в потерну. на полу - обвалившийся от повреждений потолок.
- Наблюдательный пункт около казармы. Кто-то с него срезал бронеколпак.

##### Оборонительная казарма «Б-В»
Построена в 1912—1914 годах под руководством старшего производителя работ Брест-Литовской крепости, капитана Д. М. Карбышева. Принадлежала к Кобринскому инженерному отделу Брест-Литовской крепости. Находится на расстоянии примерно пяти километров к северу от Брестской крепости недалеко от бывшей деревни Дубровка, ныне ставшей районом города, и автодороги «Брест-Каменец» (ул. Лейтенанта Рябцева).
Оборонительная казарма литер «Б-В» имеет точно такое же устройство, что и оборонительная казарма «А-Б». Но, в отличие от неё, в ней были достроены треугольные опорные стены в крыльях передней части. Справа от сквозника в бетонной нише устроен наблюдательный пункт из бронелистов с бронезакрытием.
Во время отступления русских в 1915 году казарма осталась нетронутой.
В советское время казарма использовалась военной частью, покинувшей её несколько лет назад. Рядом с казармой стоит разрушающееся здание из белого кирпича, также относившееся к военной части. Внутри казармы сохранилось несколько броневых дверей. В последнее время казарма активно используется как полигон для пэинтбола, поэтому сильно замусорена.
- Капонир в передней части казармы
- Потерна, ведущая в горжу
- Внутренность сквозника в горжевой части
- Проход между залами в передней части казармы
- Выход из сквозника и наблюдательный пост
- Вид на левое крыло горжевой казармы и обороняющий её фасад стрелковый капонир
- Горжа

##### Оборонительная казарма «В-Г»
Построена в 1912—1914 годах. Принадлежала к Кобринскому инженерному отделу Брест-Литовской крепости. Находится на расстоянии примерно пяти километров на северо-восток от Брестской крепости, на территории коттеджного посёлка в д. Плоска, на пересечении улиц Вересковой и 7-й Вересковой.
Скорее всего, казарма имела такое же устройство, что и оборонительная казарма «А-Б».
При отступлении русских войск в августе 1915 года казарма была взорвана до основания.
Казарма практически не сохранилась — сегодня от неё остались только фрагменты и основания стен.
- Вид на уцелевшую часть стены ОК изнутри.
- Вид на разрушенные стены ОК сбоку.
- Панорама уцелевших сооружений ОК.

##### Оборонительная казарма «Ж-З»
Построена в 1912—1914 годах. Принадлежала к Волынскому инженерному отделу Брест-Литовской крепости. Находится на расстоянии примерно четыре километра к юго-востоку от Брестской крепости, недалеко от д. Гершоны, автодороги «Брест-Томашовка» и железной дороги «Брест-Влодава».
Оборонительная казарма литер «Ж-З» представляет собой казарму для гарнизона, соединённую коридором с казематированным выходом на верх оборонительной насыпи, которая по проекту должна была иметь треугольную форму. Сейчас эта насыпь практически полностью отсутствует.
Во время отступления русских в 1915 году казарма осталась нетронутой.
В 1940—1941 годах на склонах казармы было построено два ДОТа (пулемётный ДОТ № 502 и пулемётно-артиллерийский ДОТ № 508) 13-го УО 62-го УРа, который занимала 2-я рота 18-го ОПАБ. ДОТы принимали участие в боях 22—23 июня 1941 года.
До лета 2002 года на оборонительной казарме литер Ж-З находился армейский склад танковой части, поэтому она относительно слабо засорена и пребывает в отличном состоянии. Вокруг казармы вырыто несколько больших глиняных карьеров, заполнившихся водой.

##### Оборонительная казарма «К-О»
Казарма построена в 1912—1914 годах. Принадлежала к Тереспольскому инженерному отделу Брест-Литовской крепости.
Оборонительная казарма литер «К-О» была построена аналогично оборонительной казарме «Ж-З». Представляет собой казарму для гарнизона, соединённую коридором с казематированным выходом на верх оборонительной насыпи, которая имеет треугольную форму.
Во время отступления русских в 1915 году казарма осталась нетронутой.
Казарма сохранилась практически без повреждений. Сейчас казарма находится на улице Слонечна в селе Кобыляны гмины Тересполь Люблинского воеводства Республики Польша (52°03′04″ с. ш. 23°33′55″ в. д.).

#### Опорные пункты
Опорный пункт — комплекс сооружений (укреплённый пункт, позиция) служащее для обороны (защиты) от противника, обладание которым даёт возможность войскам (силам, формированиям) оборонять другие части своей позиции и влиять на них, и с потерей которого эти возможности войск (сил, формирований) утрачиваются.

##### Опорный пункт «А-Б»
Построен в 1912—1915 годах рядом с оборонительной казармой «А-Б». Принадлежал к Кобринскому инженерному отделу Брест-Литовской крепости. Находится на расстоянии примерно три километра к северу от Брестской крепости, недалеко от деревни Козловичи и автодороги «Брест-Клейники».
Представляет собой земляные позиции. Там ещё видны остатки рва и насыпей. Также там сохранился наблюдательный пункт, но без бронеколпака.
- Панорама опорного пункта.
- Валы опорного пункта.
- Геодезический знак на одном из валов опорного пункта.
- Наблюдательный пункт - единственное сохранившееся бетонное сооружение.

##### Опорный пункт «Б-В»
Построен в 1912—1915 годах. Принадлежал к Кобринскому инженерному отделу Брест-Литовской крепости. Находится в пяти километрах севернее Брестской крепости, между оборонительной казармой «Б-В» и фортом «В». Сегодня находится во дворе дома № 108 по ул. Лейтенанта Рябцева.
При отступлении русской армии в 1915 году был частично взорван.
Представляет собой небольшую бетонную батарею, приспособленную местными жителями под сараи, с броневым наблюдательным пунктом. Сохранился менее чем на 25 %.

##### Опорный пункт «Г-Д» № 1
Построен в 1912—1915 годах. Принадлежал к Кобринскому инженерному отделу Брест-Литовской крепости. Находился в пяти километрах северо-восточнее Брестской крепости между фортами литеры «Г» и Х (литеры «Д»). Сегодня находится в районе коттеджной застройки городского района Березовка, под линией электропередач.
При отступлении русских в 1915 году был взорван до основания.
Бетонная постройка рядом с территорией опорного пункта не имеет к нему никакого отношения. Это — наблюдательный пост немцев (тобрук), который был построен во время ВОВ. Раньше на нём был бронеколпак. От самого же опорного пункта, который занимал тогда внушительную территорию, сохранилась обваловка на левом фланге бывшего оплота. Вал имеет полукруглую ступенчатую форму: более высокий внутренний вал — основной и перед ним более низкий внешний вал — фоссобея. В центре обваловки — основание какого-то бетонного сооружения, несомненно оригинальной постройки (на это указывает его состав). Обломки (в том числе довольно внушительные) этого же сооружения разбросаны у внешнего основания вала. Сохранность объекта — менее 10 %.
- Послевоенный снимок ОП "Г-Д" с самолёта.
- Наблюдательный пункт немцев (тобрук) времён ВОВ.
- Обломки какого-то сооружения на левом фланге.
- Основание какого-то сооружения ОП между валами.
- Полукруглый вал на левом фланге ОП.

##### Опорный пункт «Г-Д» № 2
Построен в 1912—1915 годах. Принадлежал к Кобринскому инженерному отделу Брест-Литовской крепости. Находился в пяти километрах северо-восточнее Брестской крепости между фортами литеры «Г» и Х (литеры «Д»). Сегодня на его месте район жилой застройки застройки городского района Березовка, рядом с ул. Мошенского.
Отступая в 1915 году русские по-видимому оставили часть укреплений нетронутыми. Тогда на территории опорного пункта ещё сохранились некоторые постройки, в частности бетонное убежище.
Но после войны опорный пункт попал в городскую застройку и был окончательно уничтожен.

##### Опорный пункт «М-Е»
Построен в 1912—1915 годах на левом берегу реки Мухавец. Принадлежал к Волынскому инженерному отделу Брест-Литовской крепости. Находился в пяти километрах восточнее Брестской крепости.
Функцией опорного пункта было обстреливать реку вниз по течению, а также прикрывать промежутки до фортов «М» и «Е». Поскольку опорный пункт строился на берегу реки, то пришлось дополнительно привозить и насыпать грунт. Включал в себя несколько убежищ из трамбованного бетона.
При отступлении русской армии в 1915 году был взорван до основания.
Опорный пункт «М-Е» не сохранился. Часть территории опорного пункта ныне затоплена водой и входит в русло реки. Незатопленная часть представляет собой болотистую, заросшую дервьями местность с воронками, периодически заполняющимися водой. О бывшем оплоте напоминает только основание какого-то бетонного сооружения посреди леса.
- Снимок ОП "М-Е" с самолёта.
- Остатки какого-то сооружения в ОП "М-Е".

##### Опорный пункт «Е-Ж»
Построен в 1912—1915 годах на левом берегу реки Мухавец. Принадлежал к Волынскому инженерному отделу Брест-Литовской крепости. Находился в пяти километрах восточнее Брестской крепости.
Представлял собой земляные позиции.
От него сохранились лишь фрагменты валов.

##### Опорный пункт «Ж-З»
Построен в 1912—1915 годах. Принадлежал к Волынскому инженерному отделу Брест-Литовской крепости. Находился в пяти километрах юго-восточнее Брестской крепости.
Представлял собой земляные позиции.
В 1940—1941 годах на территории опорного пункта был построен пулемётно-артиллерийский ДОТ № 523 18-го ОКАБ Брестского укрепрайона.
От него сохранились лишь фрагменты валов. На вершине вала стоит ДОТ, сохранившийся без повреждений.

#### Батареи
Батарея — фортификационное сооружение (укрепление), предназначенное и обслуживаемое подразделениями артиллерии.

##### Батарея 1888 года
Построенная в 1878 году, батарея окончательный вид приняла в 1888 году, когда была усилена пороховым погребом и казармой. Предназначалась для защиты моста Брест-Холмской железной дороги и других путей сообщения. Принадлежала к Кобринскому инженерному отделу Брест-Литовской крепости. Находится в полукилометре восточнее Брестской крепости, на краю проспекта Машерова, между ТЭЦ и автостоянкой, напротив локомотивного музея.
При отступлении русских в 1915 году батарея осталась нетронутой.
Представляет собой большую земляную батарею с двумя кирпичными пороховыми погребами. Раньше погреба использовались в качестве складов.
Особенность этой батареи состоит в том, что её земляной профиль с 1888 года прекрасно сохранился.
Батарея находится во владении частных собственников. По их планам, на месте батареи появится небольшая гостиница на 60 человек, с мансарды которой будет открываться живописный вид на реку Мухавец. А в одном из оставшихся погребов планируется сделать пивной бар.
Недавно в одном из погребов батареи было замечено, что кто-то (возможно, чёрные копатели) долбает кирками и лопатами кирпичный пол с неизвестными целями.
- Одно из убежищ батареи.
- Каземат-убежище внутри.
- Вход в убежище.
- Второе убежище.
- Внутри каземата-убежища какие-то вандалы (возможно чёрные копатели) разрушают пол.

##### Батарея № 1
Построена в 1912—1915 годах. Принадлежала к Кобринскому инженерному отделу Брест-Литовской крепости. Находится в трёх километрах севернее Брестской крепости, в деревне Козловичи.
Состоит из нескольких небольших бетонных сооружений, которые служили убежищем для личного состава и орудий, а также пороховыми погребами. Батарея окружена обводным каналом. Потолки бетонных сооружений укреплялись металлическими рельсами. Там можно встретить рельсы 1883 года производства. Входы были закрыты бронированными дверями.
При отступлении русских в 1915 году батарея осталась нетронутой.
После Великой Отечественной войны все бронированные двери и рельсы были выдраны и сданы в металлолом на нужды государства. По свидетельствам очевидцев, рельсы из казематов привязывались к танкеткам, и таким образом их вырывали из потолка, где они были приделаны намертво. В одном из бетонных казематов имеется металлическая бронированная дверь. Но она не является аутентичной. Её принёс дачник с одного из разбитых ДОТов, который находится на Речице, и установил вместо сданной в металлолом.
Батарея сохранилась практически без повреждений. Сейчас там располагается дача одного жителя Бреста. Почти все казематы приспособлены под сараи, погреба и хлев, окружены пристройками. Земляная обваловка половины казематов срыта дачником.
Батарея представляет собой историко-культурную ценность и охраняется государством.
- Не аутентичная бронированная дверь в одном из убежищ
- Присыпанное землёй бетонное убежище
- Табличка с объяснением, что батарея охраняется государством
- Одно из убежищ батареи, которую хозяин-дачник использует под погреб
- Задняя часть одного из убежищ, которая раньше была обвалована

##### Батарея № 2
Построена в 1912—1915 годах. Принадлежала к Кобринскому инженерному отделу Брест-Литовской крепости. Находится в трёх километрах севернее Брестской крепости, на краю Речицкого кладбища, около автодороги «Брест-Клейники». Состоит из трёх небольших бетонных сооружений, имеющих с торца вход и по несколько бойниц во фронтальной части, направленных на север.
В 1939—1941 годах около батареи был построен пулемётный полукапонир № 542 12-го УО 62-го УРа, который занимала 1-я рота 18-го ОПАБа.
В июне 1941 года ДОТ вёл бой около суток, одна из пулемётных амбразур повреждена попаданием небольшого снаряда. Оборону возглавляли младшие лейтенанты Зимин и Селезнёв и старшина Рехин. Весь гарнизон ДОТа (около 20 человек) погиб, остались в живых только два защитника. Фамилия одного из них Васильков, другого — неизвестна.
Сооружения батареи сохранились практически без повреждений. Убежища почти до верху присыпаны землёй, также частично срыта обваловка укреплений.
- Панорама батареи
- Правое убежище батареи
- Центральное убежище батареи
- Левое убежище батареи
- План ДОТа около батареи
- ДОТ рядом с батареей

##### Батарея № 6
Построена в 1912—1915 годах в районе форта «В». Принадлежала к Кобринскому инженерному отделу Брест-Литовской крепости. Находится в пяти километрах северо-восточнее Брестской крепости среди промзон и грузовых железнодорожных путей Северного городка.
Состоит из одного каземата и двух потерн. Каземат, видимо, изначально был разделён на две части бетонной перегородкой, основание которой сохранилось. И потерны, и каземат сооружены целиком из бетона и сверху дополнительно обвалованы толстым слоем грунта. Одна из потерн (которая более удалена от каземата) подорвана при отступлении в 1915 году и имеет значительные повреждения — с противоположной стороны в неё войти нельзя. Территорию батареи пересекает ветка ж/д таким образом, что с одной стороны — на правом фланге — находится взорванная потерна, с другой — на левом — уцелевшая потерна и каземат. Следов существования других сооружений, ни убежищ, ни второго каземата, который должен был симметрично находить на правом фланге нет — очевидно батарею просто не успели достроить до конца. Следов вала тоже нет — либо его вовсе не было (что маловероятно, потому что строительство начиналось с земляных позиций), либо он был срыт при постройке ж/д.
Возле батареи после войны был вырыт небольшой ров, там производили выемку грунта либо для строительства, либо для насыпи ж/д. Сегодня ров заполнен водой. По свидетельствам местных жителей, до недавнего времени территория батареи периодически сильно затапливалась во время весенних паводков, сегодня там почти нет воды.
- Руины взорванной потерны на правом фланге.
- Внутренности подорванной потерны на правом фланге.
- Панорама каземата (в центре) и уцелевшей потерны - справа за зарослями.
- Вход в уцелевшую потерну на левом фланге.
- Уцелевшая потерна внутри.
- Внутренности каземата. Посередине - основание разделительной стены.

##### Другие батареи
Кроме вышеуказанных существовали ещё батареи № 3, № 4 и № 5, сохранившиеся на 25-75 %. А одна (между фортом В и ОК «В-Г») — менее чем на 25 %.

## Передовые позиции
Осенью 1914 года основная линия обороны выглядела вполне законченной, крепость располагала 21 старыми и новыми фортами, 5 оборонительными казармами, 21 промежуточным опорным пунктом, 36 батареями. Однако российское командование решило ещё больше усилить оборону Брест-Литовска. Весной 1915 года на дальних подступах к крепости (10 км от цитадели) началось сооружение дополнительных полевых позиций. На севере и северо-востоке строительство шло у деревень Скоки, Мощёнка, Старые Задворцы, на западе — у фольварка Добрынь, на юго-востоке — у деревень Заки, Каменица-Журавецкая и т.д. Всего было построено 5 передовых позиций: «Добрынь», «Скоки», «Мощёнка», «Задворцы», «Каменица-Журавецкая». Позиция «Скоки» была самой обширной из всех. Общая протяжённость её оборонительной линии превышала 4 км. Позиция «Мощёнка» была построена под руководством капитана Б. Р. Добошинского. Представляла собой небольшое полевое укрепление, имевшее три железобетонных убежища. Позиция «Задворцы» состояла из убежища, ряда полевых батарей и отдельно стоящей тяжёлой батареи, обстреливающей железную дорогу на Москву. Позиция на песчаных холмах между деревнями Заки и Каменица (т. н. «Каменица-Журавецкая») состояла из трёх батарей и двух убежищ. Наиболее мощной была передовая позиция «Добрынь» на западе. Она состояла из целого пояса земляных укреплений, батарей, препятствий, заграждений, окопов и убежищ. Летом 1915 года при отступлении русской армии на ней происходили ожесточённые бои.
- Задворцы. Убежище в 1915 году
- Задворцы. Убежище сегодня
- Задворцы. Коленчатый сквозник убежища
- Задворцы. Внутреннее помещение убежища